# Flohkamm
Flohkämme entfernen Flöhe aus dem Fell flohbefallener Tiere (z. B. Katzen, Hunde), ohne dass Insektizide verwendet werden müssen. 
Mittels Flohkämmen ist keine vollständige Beseitigung eines Flohbefalls garantiert. Zum einen können Eier im Fell verbleiben, zum anderen verstecken sich Flöhe gerne in den Schlafstätten der Tiere. Die wichtigste Funktion eines Flohkammes ist daher erst einmal, einen Befall mit Parasiten feststellen zu können, um dann entsprechende Maßnahmen zu ergreifen.